# Shara Nelson
Shara Nelson (Londra, 11 settembre 1965) è una cantante e musicista inglese.
È conosciuta per aver collaborato con i Massive Attack cantando in diversi brani, come Unfinished Sympathy, Safe from Harm, Daydreaming e Lately.
Dai primi anni novanta ha intrapreso una carriera solista.

## Discografia

### Album in studio

#### Con i Massive Attack
- 1991 - Blue Lines

#### Da solista
- 1994 - What Silence Knows [2]
- 1995 - Friendly Fire [3]

### Singoli
- 1994 - Down That Road
- 1995 - Friendly Fire Sampler
- 1999 - U
- 2004 - Nobody Else